# Stazione meteorologica di Capo Mele
La stazione meteorologica di Capo Mele è la stazione meteorologica di riferimento per il servizio meteorologico dell'Aeronautica Militare e per l'Organizzazione Mondiale della Meteorologia, relativa all'omonimo promontorio della provincia di Savona.

## Caratteristiche

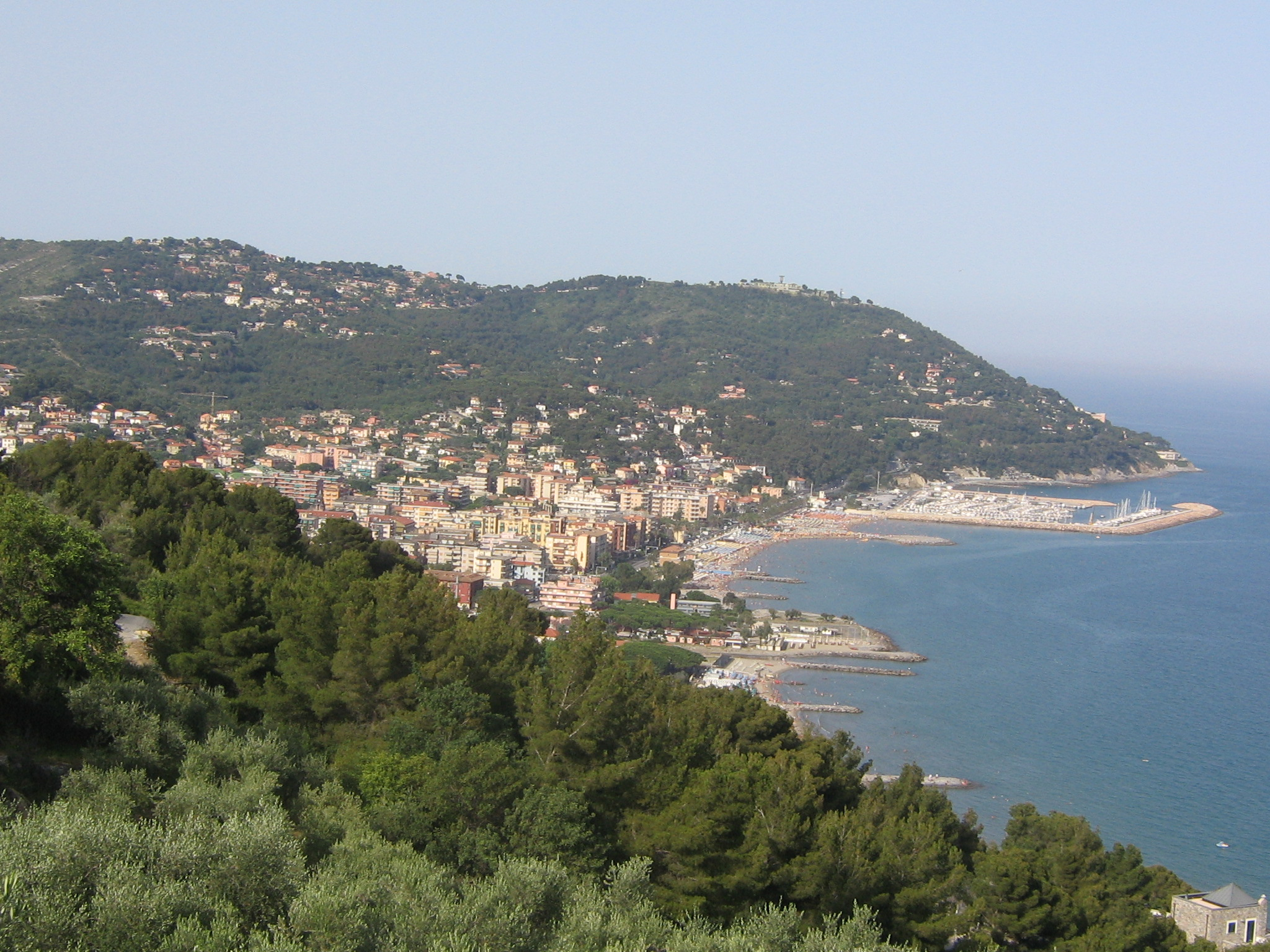
Veduta da ovest del promontorio su cui è ubicata la stazione meteorologica.

La stazione meteo si trova nell'Italia nord-occidentale, in Liguria, in provincia di Savona, nel comune di Andora, a 221 metri s.l.m. e alle coordinate geografiche 43°57′27.64″N 8°10′11.68″E. L'ubicazione è presso la sede della base della 115ª Squadriglia Radar Remota dell'Aeronautica Militare sul promontorio di Capo Mele.
Oltre a rilevare i dati relativi a temperatura, precipitazioni, pressione atmosferica, umidità relativa, eliofania, direzione e velocità del vento, la stazione è collegata ad una boa situata nell'antistante Mar Ligure, grazie alla quale è possibile osservare lo stato del mare, l'altezza dell'onda marina, la direzione dell'onda stessa, oltre alla lunghezza e all'altezza dell'onda morta (onda non più soggetta all'azione diretta del vento). La boa principale meteo-ondametrica è ormeggiata in mare a una distanza compresa tra i 3 e i 4 km dalla costa di Capo Mele, rispetto alla quale è posizionata a sud-est. Tale boa è affiancata da una boa ondametrica di back-up, ospitata nella base logistica presso il porto di Andora, che viene messa in funzione in caso di eventuali sostituzioni temporanee della boa principale. I dati ondametrici vengono inviati al Servizio Meteorologico dell'Aeronautica Militare, all'ARPAL di Genova e al Servizio Mareografico dell'ISPRA.

## Medie climatiche ufficiali

### Dati climatologici 1971-2000
In base alle medie climatiche del periodo 1971-2000, le più recenti in uso, la temperatura media del mese più freddo, gennaio, è di +9,2 °C, mentre quella del mese più caldo, agosto, è di +24,0 °C; mediamente si conta un solo giorno di gelo all'anno e 9 giorni con temperatura massima uguale o superiore ai +30 °C. I valori estremi di temperatura registrati nel medesimo trentennio sono i -4,5 °C del gennaio 1985 e i +36,8 °C dell'agosto 1998.
Le precipitazioni medie annue si attestano a 716 mm, mediamente distribuite in 60 giorni di pioggia, con minimo in estate e picco massimo in autunno.
L'umidità relativa media annua fa registrare il valore di 68 % con minimi di 64 % a gennaio e a febbraio e massimi di 72 % a maggio e a giugno; mediamente si contano 12 giorni di nebbia all'anno.
Di seguito è riportata la tabella con le medie climatiche e i valori massimi e minimi assoluti registrati nel trantennio 1971-2000 e pubblicati nell'Atlante Climatico d'Italia del Servizio Meteorologico dell'Aeronautica Militare relativo al medesimo trentennio.
| Capo Mele (1971-2000)           | Mesi        | Mesi        | Mesi        | Mesi        | Mesi        | Mesi        | Mesi        | Mesi        | Mesi        | Mesi        | Mesi        | Mesi        | Stagioni | Stagioni | Stagioni | Stagioni | Anno  |
| Capo Mele (1971-2000)           | Gen         | Feb         | Mar         | Apr         | Mag         | Giu         | Lug         | Ago         | Set         | Ott         | Nov         | Dic         | Inv      | Pri      | Est      | Aut      | Anno  |
| ------------------------------- | ----------- | ----------- | ----------- | ----------- | ----------- | ----------- | ----------- | ----------- | ----------- | ----------- | ----------- | ----------- | -------- | -------- | -------- | -------- | ----- |
| T. max. media (°C)              | 11,8        | 12,3        | 14,1        | 16,1        | 19,9        | 23,3        | 26,7        | 27,4        | 24,1        | 19,9        | 15,3        | 12,8        | 12,3     | 16,7     | 25,8     | 19,8     | 18,6  |
| T. min. media (°C)              | 6,6         | 6,6         | 8,1         | 9,9         | 13,6        | 16,8        | 20,0        | 20,6        | 17,7        | 14,2        | 10,0        | 7,7         | 7,0      | 10,5     | 19,1     | 14,0     | 12,6  |
| T. max. assoluta (°C)           | 20,7 (1983) | 21,8 (1998) | 23,7 (1997) | 26,6 (1975) | 30,4 (1998) | 32,4 (1998) | 34,9 (1994) | 36,8 (1998) | 32,9 (1975) | 31,2 (1971) | 24,0 (1984) | 21,2 (1991) | 21,8     | 30,4     | 36,8     | 32,9     | 36,8  |
| T. min. assoluta (°C)           | −4,5 (1985) | −3,0 (1986) | −4,3 (1971) | 3,3 (1991)  | 6,4 (1997)  | 7,0 (1997)  | 12,6 (1991) | 13,4 (1976) | 9,4 (1974)  | 3,4 (1997)  | 0,1 (1993)  | −1,9 (1996) | −4,5     | −4,3     | 7,0      | 0,1      | −4,5  |
| Giorni di calura (Tmax ≥ 30 °C) | 0           | 0           | 0           | 0           | 0           | 0           | 4           | 5           | 0           | 0           | 0           | 0           | 0        | 0        | 9        | 0        | 9     |
| Giorni di gelo (Tmin ≤ 0 °C)    | 1           | 0           | 0           | 0           | 0           | 0           | 0           | 0           | 0           | 0           | 0           | 0           | 1        | 0        | 0        | 0        | 1     |
| Precipitazioni (mm)             | 66,1        | 57,1        | 52,9        | 78,9        | 49,7        | 34,2        | 12,5        | 27,5        | 78,7        | 108,1       | 82,7        | 67,4        | 190,6    | 181,5    | 74,2     | 269,5    | 715,8 |
| Giorni di pioggia               | 6           | 4           | 5           | 7           | 6           | 4           | 2           | 3           | 5           | 7           | 6           | 5           | 15       | 18       | 9        | 18       | 60    |
| Giorni di nebbia                | 1           | 0           | 1           | 3           | 3           | 1           | 0           | 0           | 1           | 1           | 0           | 1           | 2        | 7        | 1        | 2        | 12    |
| Umidità relativa media (%)      | 64          | 64          | 65          | 69          | 72          | 72          | 71          | 70          | 70          | 68          | 65          | 66          | 64,7     | 68,7     | 71       | 67,7     | 68    |

### Dati climatologici 1961-1990
In base alla media trentennale di riferimento 1961-1990, ancora in uso per l'Organizzazione meteorologica mondiale e definita Climate Normal (CLINO), la temperatura media del mese più freddo, gennaio, si attesta a +9,1 °C; quella del mese più caldo, agosto, è di +23,5 °C; si contano, mediamente, appena un giorno di gelo all'anno. L'escursione termica è mediamente molto contenuta, attorno ai 6-7 gradi di differenza tra temperatura minima e massima; tende ad essere maggiore, soprattutto in primavera ed estate, in caso di vento di tramontana o grecale, che fa aumentare i valori massimi giornalieri. Nel medesimo trentennio, la temperatura minima assoluta ha toccato i -4,5 °C nel gennaio 1985 (media delle minime assolute annue di -0,1 °C), mentre la massima assoluta ha fatto registrare i +34,0 °C nel luglio 1971 e nell'agosto 1990 (media delle massime assolute annue di +32,2 °C).
La nuvolosità media annua si attesta a 3,6 okta giornalieri, con minimo in luglio di 2,5 okta giornalieri e massimo di 4,2 okta giornalieri ad aprile.
Le precipitazioni medie annue, attorno ai 700 mm, distribuite mediamente in 60 giorni, con minimo in estate e picco in autunno.
L'umidità relativa media annua fa registrare il valore di 65,8%, con minimi in gennaio e marzo del 61% e massimi del 71% a maggio e a giugno.
L'eliofania assoluta media annua fa registrare 6,3 ore giornaliere, con massimo in luglio di 9,5 ore giornaliere e minimi di 4,1 ore giornaliere a dicembre e a gennaio.
Il vento fa registrare una velocità media annua di 5,7 m/s, con minimo di 4,8 m/s ad agosto e massimo di 6,3 m/s a marzo; le direzioni prevalenti sono di tramontana tra settembre ed aprile e di grecale tra maggio e agosto, periodo in cui però avviene generalmente la rotazione per la brezza di mare nelle ore più calde della giornata.
| Capo Mele (1961-1990)                                | Mesi        | Mesi        | Mesi        | Mesi        | Mesi        | Mesi        | Mesi        | Mesi        | Mesi        | Mesi        | Mesi        | Mesi        | Stagioni | Stagioni | Stagioni | Stagioni | Anno   |
| Capo Mele (1961-1990)                                | Gen         | Feb         | Mar         | Apr         | Mag         | Giu         | Lug         | Ago         | Set         | Ott         | Nov         | Dic         | Inv      | Pri      | Est      | Aut      | Anno   |
| ---------------------------------------------------- | ----------- | ----------- | ----------- | ----------- | ----------- | ----------- | ----------- | ----------- | ----------- | ----------- | ----------- | ----------- | -------- | -------- | -------- | -------- | ------ |
| T. max. media (°C)                                   | 11,6        | 12,0        | 13,7        | 16,1        | 19,4        | 23,0        | 26,4        | 26,8        | 24,0        | 20,3        | 15,3        | 12,6        | 12,1     | 16,4     | 25,4     | 19,9     | 18,4   |
| T. min. media (°C)                                   | 6,6         | 6,5         | 7,9         | 10,1        | 13,4        | 16,8        | 19,9        | 20,2        | 17,8        | 14,6        | 10,1        | 7,5         | 6,9      | 10,5     | 19,0     | 14,2     | 12,6   |
| T. max. assoluta (°C)                                | 20,7 (1983) | 21,8 (1990) | 23,1 (1968) | 28,2 (1966) | 28,4 (1971) | 31,2 (1966) | 34,0 (1971) | 34,0 (1990) | 32,9 (1975) | 31,2 (1971) | 24,0 (1984) | 21,3 (1963) | 21,8     | 28,4     | 34,0     | 32,9     | 34,0   |
| T. min. assoluta (°C)                                | −4,5 (1985) | −3,0 (1986) | −4,3 (1971) | 3,7 (1982)  | 7,0 (1987)  | 8,0 (1969)  | 11,8 (1969) | 13,2 (1965) | 9,4 (1974)  | 4,8 (1979)  | 2,5 (1978)  | −1,5 (1973) | −4,5     | −4,3     | 8,0      | 2,5      | −4,5   |
| Giorni di gelo (Tmin ≤ 0 °C)                         | 1           | 0           | 0           | 0           | 0           | 0           | 0           | 0           | 0           | 0           | 0           | 0           | 1        | 0        | 0        | 0        | 1      |
| Nuvolosità (okta al giorno)                          | 3,9         | 4,1         | 4,0         | 4,2         | 4,1         | 3,6         | 2,5         | 2,8         | 3,2         | 3,5         | 3,8         | 3,7         | 3,9      | 4,1      | 3,0      | 3,5      | 3,6    |
| Precipitazioni (mm)                                  | 71,0        | 72,9        | 68,5        | 65,3        | 53,6        | 32,6        | 11,9        | 34,2        | 57,4        | 96,8        | 69,8        | 65,4        | 209,3    | 187,4    | 78,7     | 224,0    | 699,4  |
| Giorni di pioggia                                    | 6           | 6           | 6           | 6           | 6           | 3           | 2           | 3           | 4           | 7           | 6           | 5           | 17       | 18       | 8        | 17       | 60     |
| Umidità relativa media (%)                           | 61          | 63          | 61          | 70          | 71          | 71          | 67          | 66          | 66          | 66          | 64          | 64          | 62,7     | 67,3     | 68       | 65,3     | 65,8   |
| Eliofania assoluta (ore al giorno)                   | 4,1         | 4,9         | 5,3         | 6,6         | 7,4         | 8,4         | 9,5         | 8,6         | 6,9         | 5,9         | 4,3         | 4,1         | 4,4      | 6,4      | 8,8      | 5,7      | 6,3    |
| Radiazione solare globale media (centesimi di MJ/m²) | 592         | 880         | 1 333       | 1 822       | 2 115       | 2 428       | 2 508       | 2 157       | 1 648       | 1 140       | 684         | 524         | 1 996    | 5 270    | 7 093    | 3 472    | 17 831 |
| Vento (direzione-m/s)                                | N 5,8       | N 6,2       | N 6,3       | N 6,1       | NE 5,7      | NE 5,2      | NE 4,9      | NE 4,8      | N 5,4       | N 5,8       | N 5,8       | N 6,0       | 6,0      | 6,0      | 5,0      | 5,7      | 5,7    |

## Valori estremi

### Temperature estreme mensili dal 1961 ad oggi
Nella tabella sottostante sono riportate le temperature massime e minime assolute mensili, stagionali ed annuali dal 1961 ad oggi, con il relativo anno in cui si queste si sono registrate. La massima assoluta del periodo esaminato di +37,0 °C risale all'agosto 2015, mentre la minima assoluta di -4,5 °C è del gennaio 1985 (da segnalare il record mensile di -3,0 °C del 10 febbraio 1986 eguagliato l'11 febbraio 2012 e il 27 febbraio 2018).
| Capo Mele (1961-2023) | Mesi        | Mesi        | Mesi        | Mesi        | Mesi        | Mesi        | Mesi        | Mesi        | Mesi             | Mesi        | Mesi        | Mesi        | Stagioni | Stagioni | Stagioni | Stagioni | Anno |
| Capo Mele (1961-2023) | Gen         | Feb         | Mar         | Apr         | Mag         | Giu         | Lug         | Ago         | Set              | Ott         | Nov         | Dic         | Inv      | Pri      | Est      | Aut      | Anno |
| --------------------- | ----------- | ----------- | ----------- | ----------- | ----------- | ----------- | ----------- | ----------- | ---------------- | ----------- | ----------- | ----------- | -------- | -------- | -------- | -------- | ---- |
| T. max. assoluta (°C) | 20,7 (1983) | 21,8 (1998) | 23,7 (1997) | 28,2 (1966) | 30,4 (1998) | 35,0 (2019) | 36,3 (2022) | 37,0 (2015) | 35,0 (2020,2024) | 31,2 (1971) | 25,0 (2004) | 21,3 (1963) | 21,8     | 30,4     | 37,0     | 35,0     | 37,0 |
| T. min. assoluta (°C) | −4,5 (1985) | −3,0 (1986) | −4,3 (1971) | 3,3 (1991)  | 6,4 (1997)  | 7,0 (1997)  | 11,8 (1969) | 13,2 (1965) | 9,4 (1974)       | 3,4 (1997)  | 0,1 (1993)  | −1,9 (1996) | −4,5     | −4,3     | 7,0      | 0,1      | −4,5 |